# 辛明
辛 明（シン・ミン、拼音: Xīn Míng、1950年 - 2021年6月3日）は、中国河南省鄭州市生まれの男性俳優。

## 人物・経歴
子供の頃から父・辛静（1981年製作の映画『西安事変』楊虎城役等で知られた映画俳優）の影響を受けており、中学卒業後働きながらアマチュア劇団の舞台に立ち役者人生をスタートさせた。話劇（= 中国の新劇）俳優として豊富なキャリアを持つ。
『風雨里程』（1978年）で映画デビュー。話題作『一人と八人』（1984年）の大個子役で知られるようになり、近代化の波に揺れる農村をコミカルに描いた『野山』（1985年）では、人の良い実直者・灰灰役を演じた。同作の演技で、中国のアカデミー賞と称される第6回金鶏奨・最優秀助演男優賞を受賞。
その他の主な出演映画は『彩橋』（1982年）、『老板哥和電妹子』（1984年）、『逃出罪悪世界』（1986年）、『劉山子的喜怒哀楽』（1987年）、『大清炮隊』（1988年）、『電影人』（1988年）。近作では、テレビドラマ『大漢風 〜項羽と劉邦〜』（2004年）が2006年より日本で放映された。
晩年は、中国戯劇家協会、電影表演芸術学会等で理事を務めた。
2021年6月3日、広東省広州市の済南大学第一病院で死去。享年73。